# 瑟斯特雷內群島
69°33′S 75°30′E / 69.550°S 75.500°E
瑟斯特雷內群島是南極洲的群島，位於帕布利凱申斯冰架北部，處於普里茲灣，在1935年2月由挪威觀鯨船發現，現時由南極條約體系管理。